# Júbilo Iwata
Júbilo Iwata (jap. ジュビロ磐田, Jubiro Iwata; von portugiesisch: júbilo = Freude) ist einer der erfolgreichsten Vereine aus Japans Herren-Profifußballiga J. League. Die Mannschaft aus der Stadt Iwata (Präfektur Shizuoka) hat bereits jeden bedeutenden japanischen Wettbewerb sowie den asiatischen Landesmeister-Pokal (Vorläufer der AFC Champions League) gewonnen. Derzeit spielt der Verein in der zweiten japanischen Liga, der J2 League.
Der „Verein“ ist eine 1992 gegründete Aktiengesellschaft mit Sitz in Iwata, die K.K. Yamaha Football Club (株式会社ヤマハフットボールクラブ, kabushiki-gaisha Yamaha futtobōru kurabu; engl. Yamaha Football Club Co., Ltd.).

## Vereinsgeschichte
Gegründet wurde Júbilo im Jahr 1972 unter dem Namen Yamaha Hatsudōki Soccer-bu, englisch Yamaha F.C., als Werksmannschaft des Motorradherstellers Yamaha. Nach rasanter Entwicklung stieg Yamaha bereits 1978 in die oberste japanische Spielklasse (die damals allerdings noch eine reine Amateurliga war) auf und gewann 1982 den ersten großen Wettbewerb, den japanischen Kaiserpokal (vergleichbar mit dem DFB-Pokal in Deutschland). Spätestens nach dem ersten Meistertitel 1988 gehörte das Team aus Iwata zu den großen Namen im aufstrebenden japanischen Fußball.
Als der japanische Fußballverband (JFA) Anfang der 1990er-Jahre beschloss, eine Profiliga einzuführen, wäre auch Yamaha gerne als Gründungsmitglied dabei gewesen. Doch eine enttäuschende Saison 1991 führte letztendlich dazu, dass sie bei der Einrichtung der J. League nicht berücksichtigt wurden. Trotzdem wurde die Werksmannschaft in eine eigenständige Gesellschaft ausgelagert (an der Yamaha noch immer der größte Anteilseigner ist) und wie die neuen Profiklubs umbenannt: in Júbilo Iwata. Der portugiesische Name sollte südamerikanischen Flair und Freude am Spiel vermitteln – offenbar mit Erfolg: nach der Premierensaison 1993 stieg Júbilo zusammen mit Bellmare Hiratsuka als erste Mannschaft in die J. League auf, die sie seither nicht mehr verlassen haben.
Seit dem Aufstieg ging es mit Júbilo stetig bergauf, was nicht zuletzt an ausländischen Helfern lag: für die erste Profisaison verpflichtete das Management den holländischen Trainer Hans Ooft sowie den ehemaligen Oranje-Nationalspieler Gerald Vanenburg (später als Spieler und Trainer bei 1860 München). Während der Saison kam noch der Italiener Salvatore Schillaci (WM-Torschützenkönig 1990) hinzu, und im folgenden Jahr kam mit Carlos Dunga (vormals VfB Stuttgart) der Kapitän der aktuellen brasilianischen Weltmeistermannschaft hinzu. Mit diesem Team ging es stetig bergauf (allein Toto Schillaci erzielte in 78 Spielen für Iwata 56 Tore), und bereits 1997 qualifizierten sie sich als Herbstmeister für das Finale um die japanische Meisterschaft, das sie prompt gegen Titelverteidiger Kashima Antlers gewannen.
Der bisher größte Erfolg für Júbilo war der Gewinn des asiatischen Landesmeisterpokals im folgenden Jahr. Die Mannschaft erreichte das Finale auch in den beiden darauffolgenden Jahren, verlor aber jeweils knapp. Es folgten noch zwei weitere Meisterschaften, ein Sieg im Yamazaki Nabisco Cup, dem japanischen Ligapokal, und zuletzt 2003 der zweite Pokalsieg nach 1982.

## Stadion

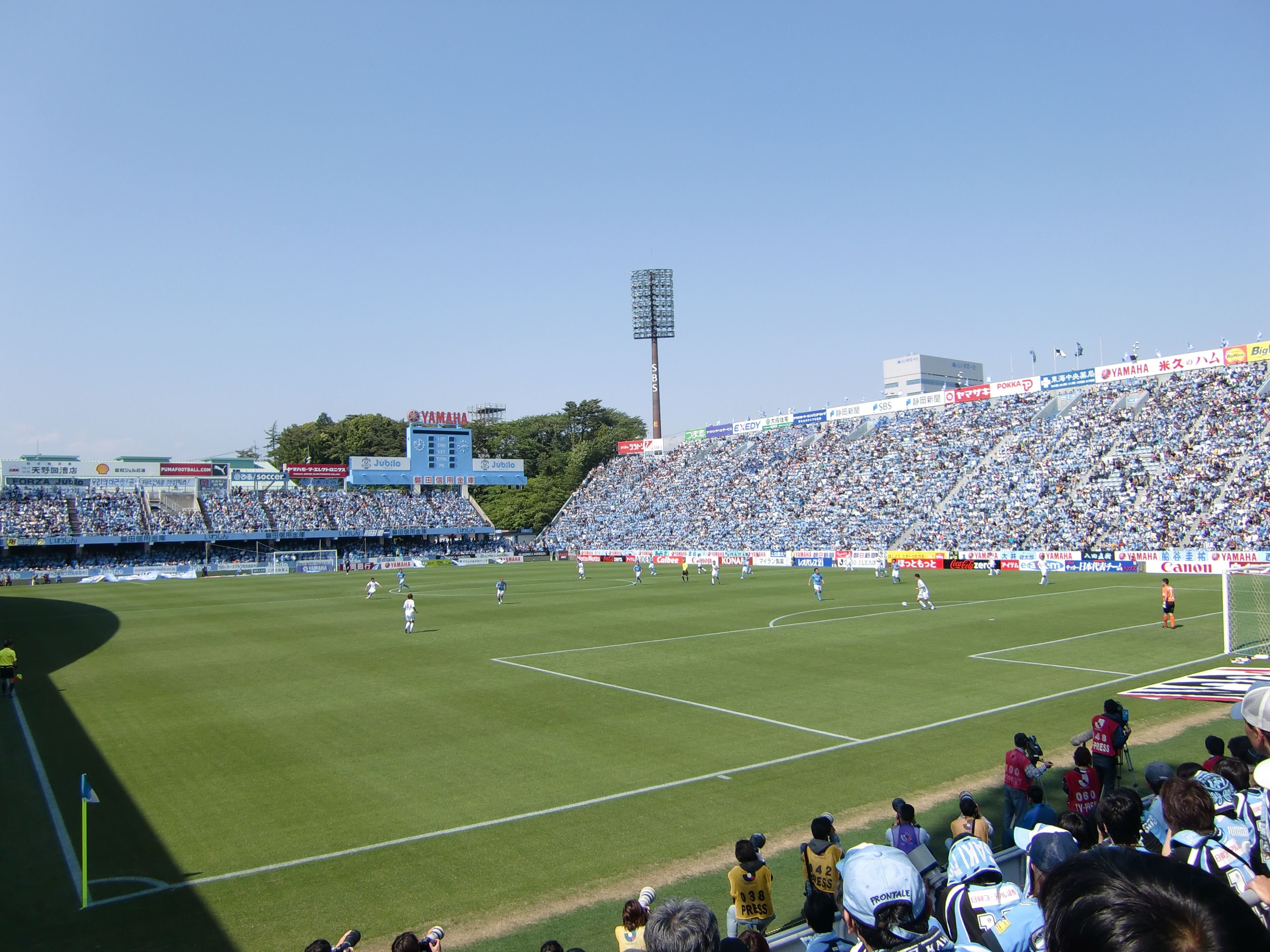
Das Yamaha Stadium in Iwata

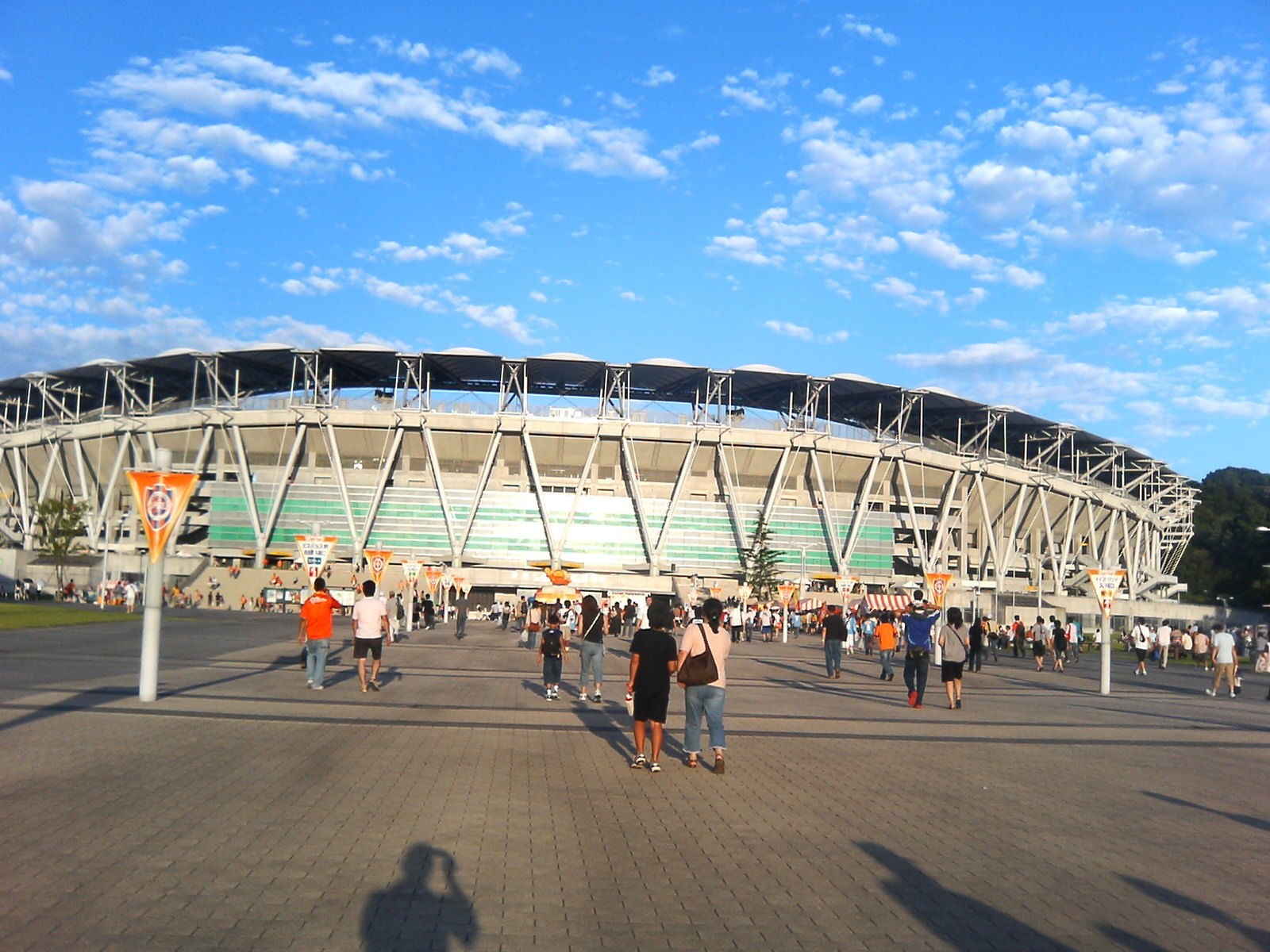
Das Shizuoka-Ecopa-Stadion, das zusätzlich zum eigentlichen Heimstadion genutzt wird

Seine Heimspiele trägt der Verein entweder im heimischen Yamaha Stadium oder bei großem Andrang (etwa beim Lokalderby gegen Shimizu S-Pulse) im Shizuoka-Ecopa-Stadion (WM-Stadion 2002) aus.
Koordinaten Yamaha Stadium: 34° 43′ 30,7″ N, 137° 52′ 30,5″ O
Koordinaten Shizuoka-Ecopa-Stadion: 34° 44′ 35,6″ N, 137° 58′ 13,8″ O

## Aktueller Kader
Stand: Juli 2025
| Nr. |           | Position | Name              |
| --- | --------- | -------- | ----------------- |
| 1   | Japan     | TW       | Eiji Kawashima    |
| 2   | Japan     | AB       | Ikki Kawasaki     |
| 3   | Japan     | AB       | Riku Morioka      |
| 4   | Japan     | AB       | Kō Matsubara      |
| 5   | Japan     | AB       | Takuro Ezaki      |
| 6   | Japan     | MF       | Daiki Kaneko      |
| 7   | Japan     | MF       | Rikiya Uehara     |
| 8   | Japan     | MF       | Hirotaka Tameda   |
| 9   | Japan     | ST       | Ryo Watanabe      |
| 11  | Brasilien | ST       | Matheus Peixoto   |
| 13  | Japan     | TW       | Kōto Abe          |
| 14  | Thailand  | ST       | Poramet Arjvirai  |
| 16  | Brasilien | ST       | Gustavo Silva     |
| 18  | Japan     | MF       | Shion Inoue       |
| 20  | Japan     | ST       | Ryōga Satō        |
| 21  | Japan     | TW       | Ryūki Miura       |
| 22  | Japan     | AB       | Katsunori Ueebisu |
| 23  | Belgien   | MF       | Jordy Croux       |
| 25  | Japan     | MF       | Shun Nakamura     |
| 28  | Japan     | TW       | Tsubasa Nishizawa |
| 29  | Japan     | AB       | Kōta Kuwabara     |

| Nr. |           | Position | Name              |
| --- | --------- | -------- | ----------------- |
| 33  | Japan     | MF       | Tokumo Kawai      |
| 36  | Brasilien | AB       | Ricardo Graça     |
| 38  | Japan     | AB       | Naoki Kawaguchi   |
| 39  | Japan     | MF       | Kōshirō Sumi      |
| 45  | Japan     | AB       | Yua Kai           |
| 46  | Japan     | MF       | Rea Ishizuka      |
| 48  | Japan     | MF       | Yūki Aida         |
| 52  | Belgien   | AB       | Jan Van den Bergh |
| 56  | Japan     | AB       | Yugo Ozawa        |
| 57  | Japan     | MF       | Kaito Takasawa    |
| 58  | Japan     | AB       | Koga Morishima    |
| 59  | Japan     | TW       | Kanta Yoshioka    |
| 60  | Japan     | MF       | Koki Kawai        |
| 61  | Japan     | ST       | Aiga Mochinaga    |
| 63  | Japan     | AB       | Koma Hiraiwa      |
| 64  | Japan     | ST       | Koki Hattori      |
| 65  | Japan     | MF       | Kento Nishioka    |
| 66  | Japan     | MF       | Sakutaro Koeda    |
| 67  | Japan     | AB       | Ryusei Yoshimura  |
| 69  | Japan     | AB       | Hinata Nishino    |
| 71  | Japan     | MF       | Ken Masui         |

## Erfolge

### National
- Japanischer Meister: 1997, 1999, 2002

- Japanischer Ligapokalsieger: 1998, 2010

- Japanischer Pokalsieger: 1982, 2003

- Japanischer Supercupsieger: 2000, 2003, 2004

### Kontinental
- AFC Champions League Sieger: 1999

- Asian Super Cup Sieger: 1999

- Copa Suruga Bank Sieger: 2011

## Trainerchronik
Stand: April 2025
| Trainer              | Nation           | von                | bis                |
| -------------------- | ---------------- | ------------------ | ------------------ |
| Kikuo Konagaya       | Japan            | 1. Juli 1987       | 31. Dezember 1991  |
| Kazuaki Nagasawa     | Japan            | 1. Juli 1991       | 31. Januar 1994    |
| Hans Ooft            | Niederlande      | 1. Februar 1994    | 31. Januar 1997    |
| Luiz Felipe Scolari  | Brasilien        | 1. Februar 1997    | 29. Mai 1997       |
| Takashi Kuwahara     | Japan            | 29. Mai 1997       | 31. Januar 1998    |
| Valmir Louruz        | Brasilien        | 1. Februar 1998    | 31. Dezember 1998  |
| Takashi Kuwahara     | Japan            | 1. Februar 1999    | 31. Januar 2000    |
| Gjoko Hadžievski     | Nordmazedonien   | 1. Februar 2000    | 31. August 2000    |
| Masakazu Suzuki      | Japan            | 1. September 2000  | 31. Januar 2003    |
| Masaaki Yanagishita  | Japan            | 1. Februar 2003    | 31. Januar 2004    |
| Takashi Kuwahara     | Japan            | 1. Februar 2004    | 31. Januar 2005    |
| Masakazu Suzuki      | Japan            | 1. September 2004  | 30. November 2004  |
| Masakuni Yamamoto    | Japan            | 9. November 2004   | 19. Juni 2006      |
| Adílson Dias Batista | Brasilien        | 23. Juni 2006      | 9. September 2007  |
| Atsushi Uchiyama     | Japan            | 1. September 2007  | 31. August 2008    |
| Hans Ooft            | Niederlande      | 2. September 2008  | 31. Januar 2009    |
| Masaaki Yanagishita  | Japan            | 1. Februar 2009    | 31. Januar 2012    |
| Hitoshi Morishita    | Japan            | 1. Februar 2012    | 4. Mai 2013        |
| Tetsu Nagasawa       | Japan            | 5. Mai 2013        | 26. Mai 2013       |
| Takashi Sekizuka     | Japan            | 27. Mai 2013       | 31. Januar 2014    |
| Péricles Chamusca    | Brasilien        | 1. Februar 2014    | 24. September 2014 |
| Hiroshi Nanami       | Japan            | 25. September 2014 | 30. Juni 2019      |
| Hideto Suzuki        | Japan            | 1. Juli 2019       | 15. August 2019    |
| Minoru Kobayashi     | Japan            | 15. August 2019    | 19. August 2019    |
| Fernando Jubero      | Spanien          | 20. August 2019    | 1. Oktober 2020    |
| Masakazu Suzuki      | Japan            | 2. Oktober 2020    | 31. Januar 2022    |
| Akira Itō            | Japan            | 1. Februar 2022    | 14. August 2022    |
| Hiroki Shibuya       | Japan            | 17. August 2022    | 31. Januar 2023    |
| Akinobu Yokouchi     | Japan            | 1. Februar 2023    | 31. Januar 2025    |
| John Hutchinson      | Australien Malta | 1. Februar 2025    |                    |

## Saisonplatzierung
| Saison | Liga | Teams | Platz | Zuschauer | J. League Cup      | Kaiserpokal   | AFC CL       |
| ------ | ---- | ----- | ----- | --------- | ------------------ | ------------- | ------------ |
| 1994   | J1   | 12    | 8.    | 14.497    | 2. Platz           | 1. Runde      | -            |
| 1995   | J1   | 14    | 6.    | 17.313    | -                  | 2. Runde      | -            |
| 1996   | J1   | 16    | 4.    | 13.792    | Gruppenphase       | 3. Runde      | -            |
| 1997   | J1   | 17    | 1.    | 10.488    | 2. Platz           | Halbfinale    | -            |
| 1998   | J1   | 18    | 2.    | 12.867    | Sieger             | Viertelfinale | -            |
| 1999   | J1   | 16    | 1.    | 12.273    | Viertelfinale      | Viertelfinale | Sieger       |
| 2000   | J1   | 16    | 4.    | 12.534    | Viertelfinale      | Viertelfinale | 2. Platz     |
| 2001   | J1   | 16    | 2.    | 16.650    | 2. Platz           | 4. Runde      | 2. Platz     |
| 2002   | J1   | 16    | 1.    | 16.564    | Viertelfinale      | Viertelfinale | -            |
| 2003   | J1   | 16    | 2.    | 17.267    | Halbfinale         | Sieger        | -            |
| 2004   | J1   | 16    | 5.    | 17.126    | Gruppenphase       | 2. Platz      | Gruppenphase |
| 2005   | J1   | 18    | 6.    | 17.296    | Viertelfinale      | Viertelfinale | Gruppenphase |
| 2006   | J1   | 18    | 5.    | 18.002    | Viertelfinale      | Viertelfinale | -            |
| 2007   | J1   | 18    | 9.    | 16.359    | Gruppenphase       | 5. Runde      | -            |
| 2008   | J1   | 18    | 16.   | 15.465    | Gruppenphase       | 5. Runde      | -            |
| 2009   | J1   | 18    | 11.   | 13.523    | Gruppenphase       | 4. Runde      | -            |
| 2010   | J1   | 18    | 11.   | 12.137    | Sieger             | 4. Runde      | -            |
| 2011   | J1   | 18    | 8.    | 11.796    | Viertelfinale      | 3. Runde      | -            |
| 2012   | J1   | 18    | 12.   | 13.122    | Gruppenphase       | 4. Runde      | -            |
| 2013   | J1   | 18    | 17. ▼ | 10.895    | Gruppenphase       | Viertelfinale | -            |
| 2014   | J2   | 22    | 4.    | 8.774     | -                  | 3. Runde      | -            |
| 2015   | J2   | 22    | 2. ▲  | 10.041    | -                  | 2. Runde      | -            |
| 2016   | J1   | 18    | 13.   | 14.611    | Gruppenphase       | 3. Runde      | -            |
| 2017   | J1   | 18    | 6.    | 16.321    | Gruppenphase       | Viertelfinale | -            |
| 2018   | J1   | 18    | 16.   | 15.474    | PlayOffs           | Viertelfinale | -            |
| 2019   | J1   | 18    | 18. ▼ | 15.277    | PlayOffs           | Achtelfinale  | -            |
| 2020   | J2   | 22    | 6.    | 3.379     | -                  | -             | -            |
| 2021   | J2   | 22    | 1. ▲  | 5.968     | -                  | Viertelfinale | -            |
| 2022   | J1   | 18    | 18. ▼ | 9.942     | Gruppenphase       | 4. Runde      | -            |
| 2023   | J2   | 22    | 2. ▲  | 10.446    | Gruppenphase       | 3. Runde      | -            |
| 2024   | J1   | 20    | 18. ▼ | 13.817    | 1. Runde (Runde 2) | 2. Runde      | -            |
| 2025   | J2   | 20    |       |           |                    |               |              |

## Auszeichnungen

### Spieler des Jahres
- Dunga (1997)
- Masashi Nakayama (1998)
- Toshiya Fujita (2001)
- Naohiro Takahara (2002)

### Torschützenkönig des Jahres
- Masashi Nakayama (1998, 2000)
- Naohiro Takahara (2002)
- Ryōichi Maeda (2009, 2010)

### Nachwuchsspieler des Jahres
- Robert Cullen (2005)

### Elf des Jahres
- Hiroshi Nanami (1996, 1997, 1998, 2002)
- Masashi Nakayama (1997, 1998, 2000, 2002)
- Dunga (1997, 1998)
- Tomoaki Ōgami (1997)
- Toshiya Fujita (1998, 2001, 2002)
- Makoto Tanaka (1998, 2002)
- Daisuke Oku (1998)
- Takashi Fukunishi (1999, 2001, 2002, 2003)
- Arno van Zwam (2001)
- Gō Ōiwa (2001)
- Toshihiro Hattori (2001)
- Hideto Suzuki (2002)
- Naohiro Takahara (2002)
- Yoshikatsu Kawaguchi (2006)
- Ryōichi Maeda (2009, 2010)
- Yūichi Komano (2012)